# Eric Morrison
Eric Morrison là một chính khách người Mỹ, người được bầu vào Hạ viện Delaware năm 2020. Ông sẽ đại diện cho Khu vực Hạ viện 27 với tư cách là thành viên của Đảng Dân chủ Delaware.
Morrison, một nhà quản lý nhân sự đồng tính, giành chiến thắng trong cuộc bầu cử sơ bộ của đảng Dân chủ trước Earl Jaques Jr. đương nhiệm, một thành viên đảng Dân chủ bảo thủ đã bỏ phiếu chống hôn nhân đồng giới ở Delaware. Trong quá trình đầu tiên, Jaques tấn công Morrison vì biểu diễn drag tại một buổi gây quỹ chiến dịch, và buộc phải xin lỗi Morrison sau khi bình luận của ông bị lãnh đạo đảng Dân chủ chỉ trích.
Morrison sẽ là người đồng tính nam đầu tiên phục vụ trong cơ quan lập pháp bang Delaware, và là một trong ba ứng cử viên LGBT, cùng với Marie Pinkney và Sarah McBride, được bầu vào bang vào năm 2020.